# アクタウ
座標: 北緯43度37分47秒 東経51度10分38秒 / 北緯43.629614度 東経51.177235度
アクタウ（Ақтау）は、カザフスタン共和国のマンギスタウ州の州都。
2016年の人口は18万3233人。
カスピ海に臨む港があり、原油の積み出しを行っており、アティラウとともに重要な水産基地ともなっている。
ラテン文字表記はAqtau（またはAktau）。
ロシア語ではアクタウ（Актау）と呼ばれる。
1964年から1992年までの間は、タラス・シェフチェンコの名に因んでシェフチェンコ（Шевченко）と呼ばれていた。
ここには、ナトリウム冷却高速増殖炉 BN-350 が建設され、1972年運転開始し原子力発電および海水淡水化が行われていたが1999年に老朽化により廃炉となった。

## 姉妹都市
- アティラウ、カザフスタン
- ドバイ、アラブ首長国連邦
- ポティ、ジョージア
- ゴルガーン、イラン
- バンダレ・アンザリー、イラン
- カラマイ市、中華人民共和国
- コンスタンツァ、ルーマニア
- スムガイト、アゼルバイジャン
- チェルカースィ、ウクライナ
- 昌原市、大韓民国

## 産業
石油・天然ガスの生産が行われている。また、戦略上重要な港湾を有することから大手石油会社が拠点をおいている。
- シュルンベルジェ
- ハリバートン
- アルセロール・ミッタル

## 交通
アクタウにはアクタウ空港、鉄道駅、先進的な港湾設備がある。市内移動にはバスとタクシーが主に利用されている。
カザフスタン政府は国際貿易政策の拡充をはかり、アクタウの交通の要衝としての役割は年々高まっている。港は2015年に拡張工事が完了し、多岐にわたる貨物を取り扱えるようになった。カザフスタン政府はカスピ海からロシアの運河を経由し黒海に至る貿易航路の変更を切望していたが、2014年にグルジア・トルコ間の鉄道が開通したため、カスピ海から鉄道連絡船でアゼルバイジャンのバクーに渡り、グルジアを経てトルコに至る新しい経路が拓かれた。

## 出身者
- 風冨山泰雅（大相撲力士）
- エレーナ・イリニフ（フィギュアスケート選手）

## タイムカプセル
1967年、アクタウの市民は将来この地に暮らす人々に向けたタイムカプセルを企画した。砂漠に都市を築いた先人の努力を伝えた手紙が金属製の筒に入れられ、三角柱型の大理石の壺に納められた。2017年11月に開封される予定である。

## 関連画像

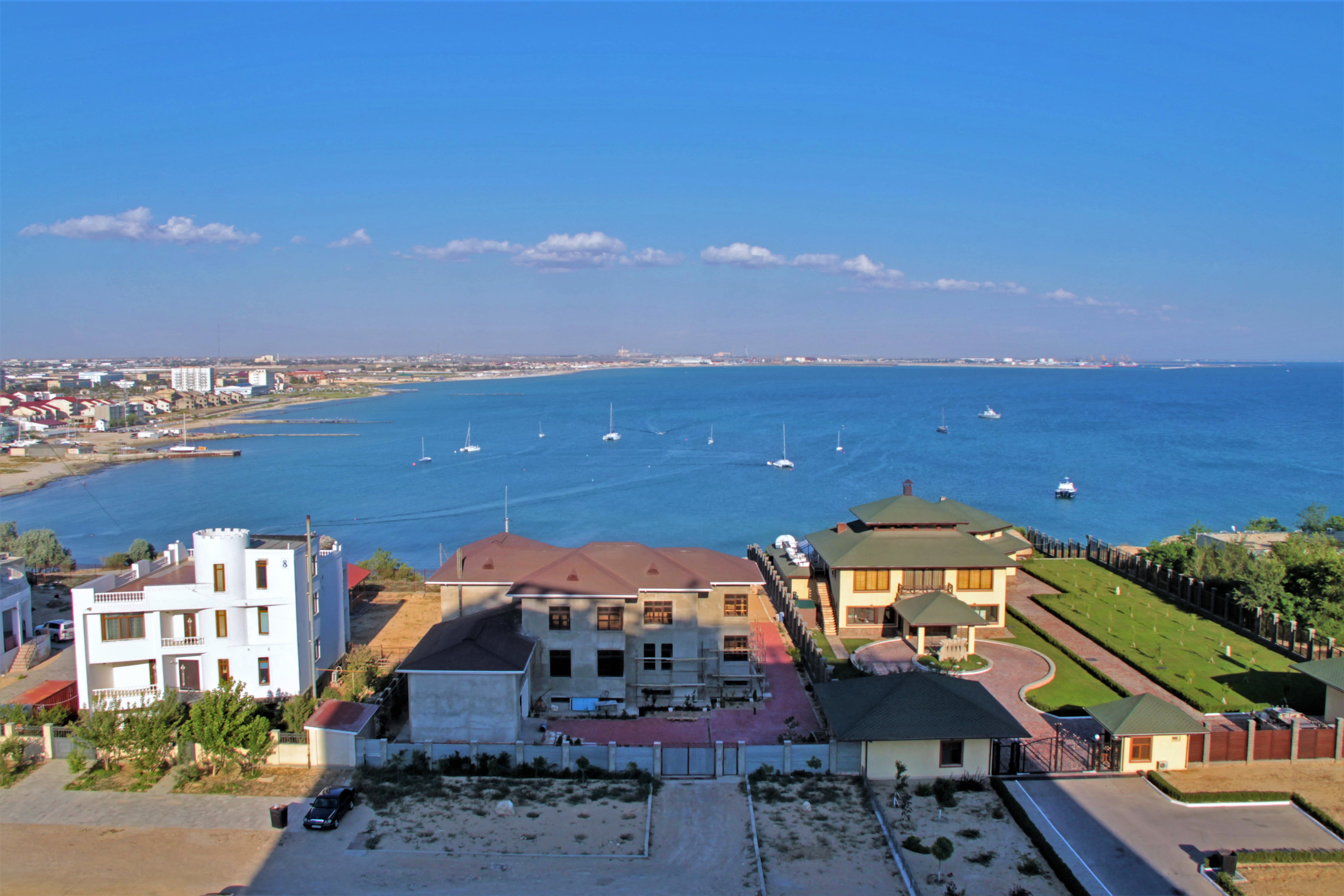
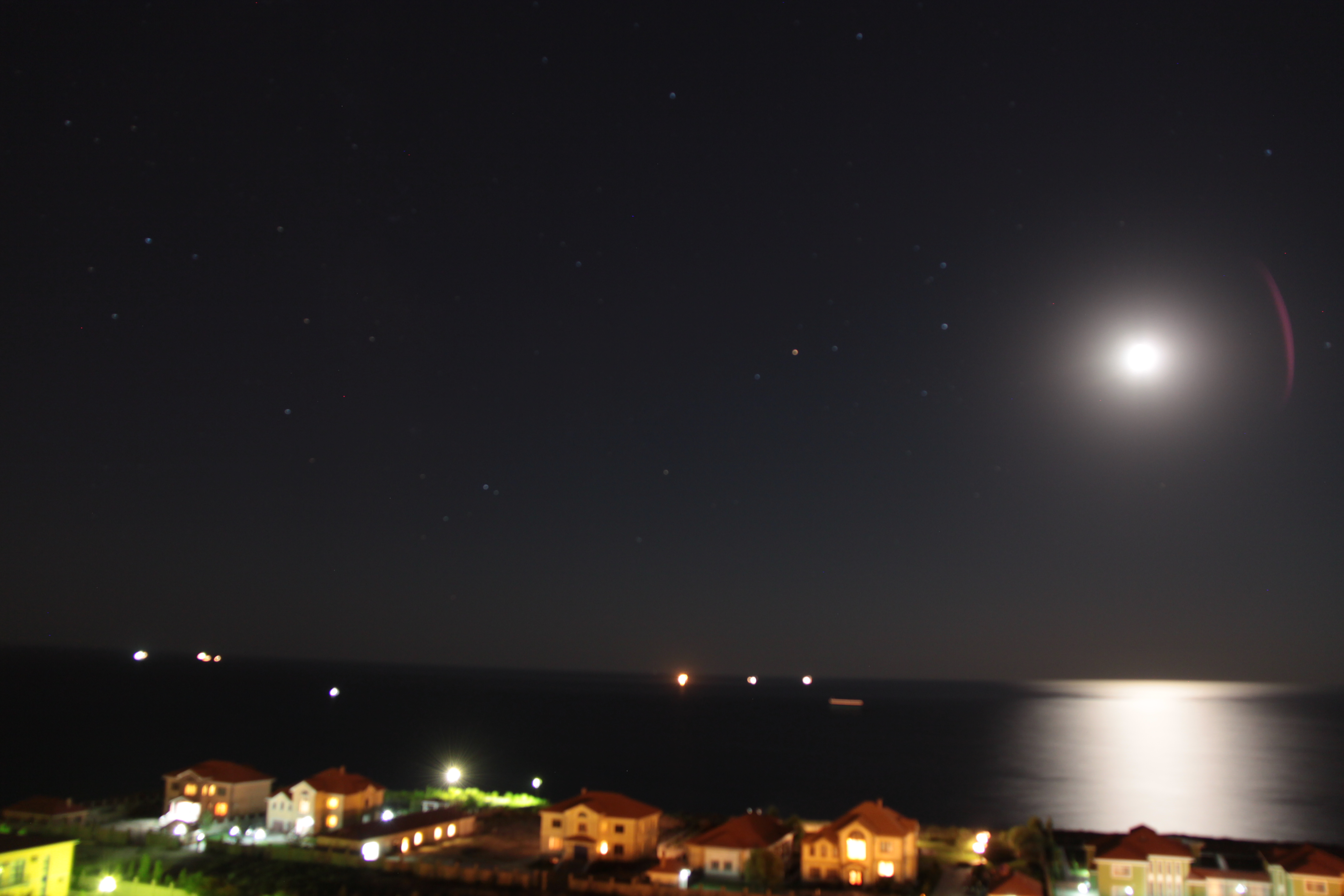
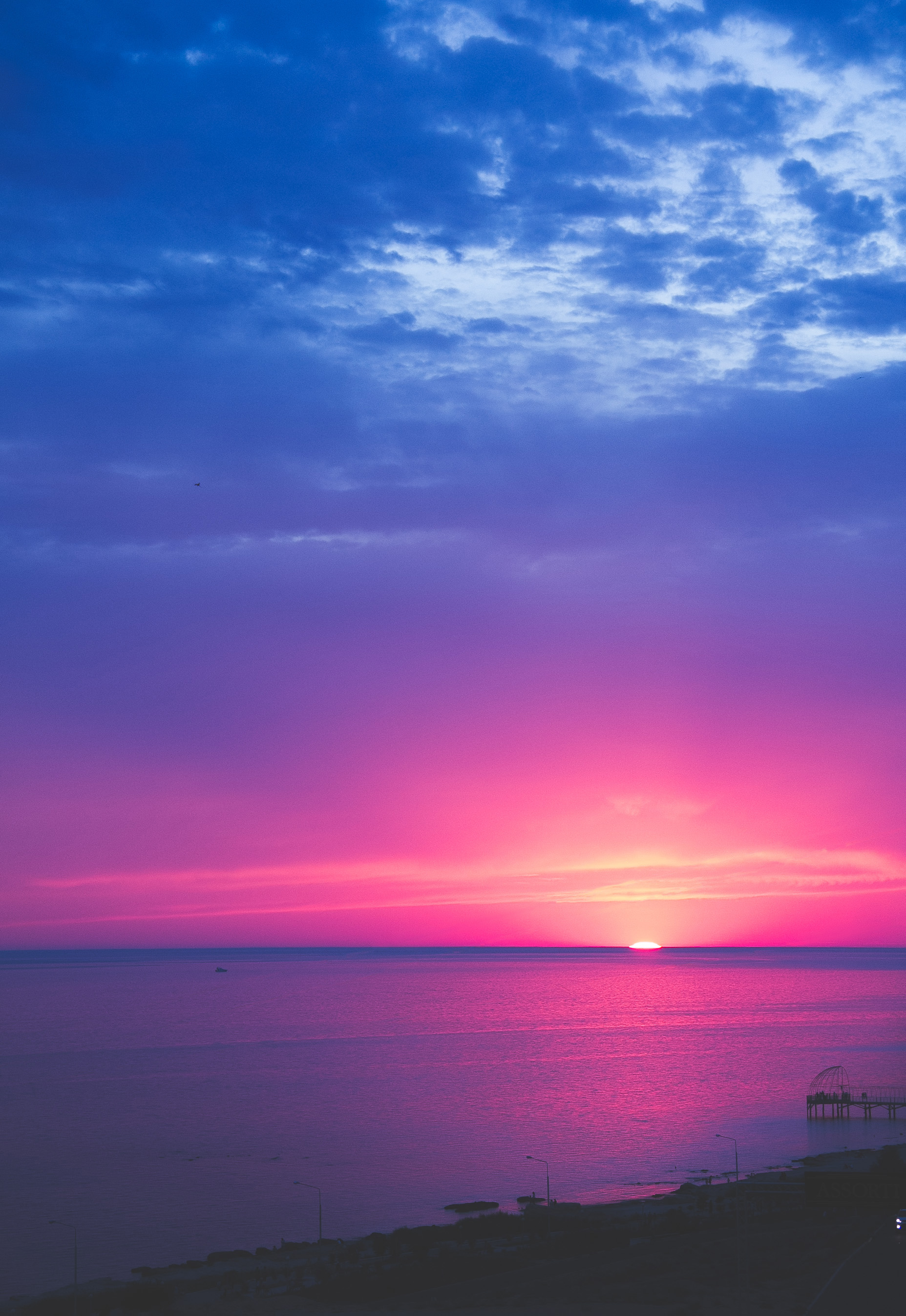
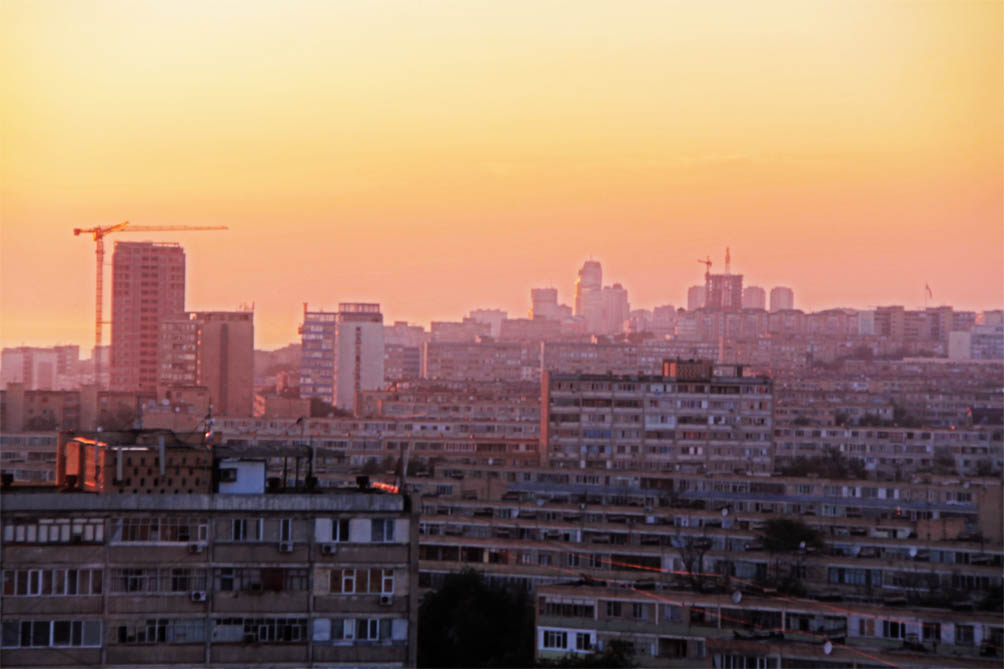
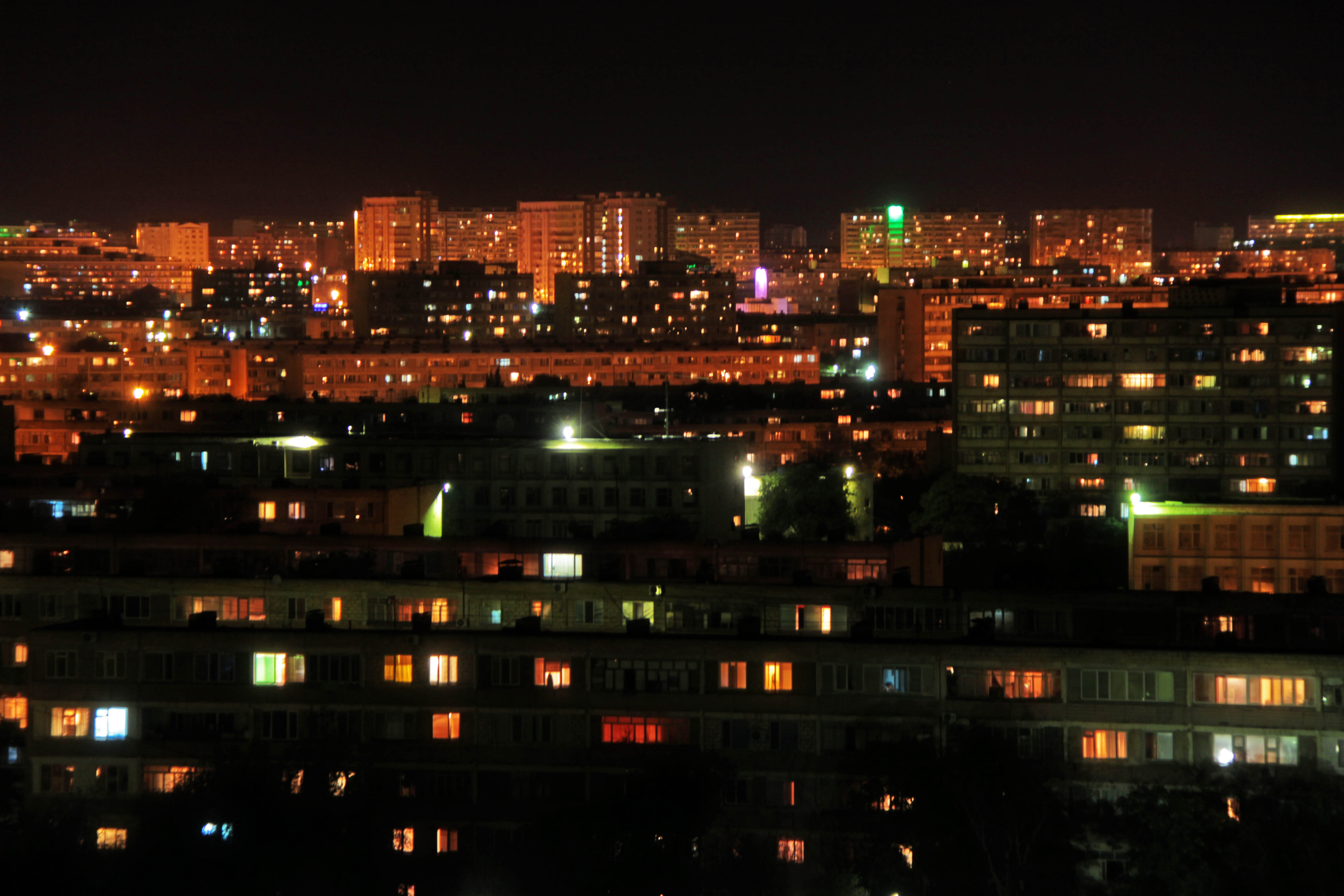